# سی‌تی‌آی رکوردز
سی‌تی‌آی رکوردز (انگلیسی: CTI Records) شرکت نشر موسیقی آمریکایی است، که در سال ۱۹۶۷ تأسیس شد.